# 函館運輸所
函館運輸所（はこだてうんゆしょ）は、北海道函館市にある北海道旅客鉄道（JR北海道）函館支社の車両基地および乗務員区所である。

## 概要
函館駅構内にあり、主に函館本線（函館 - 長万部間）で運用される電車・気動車のほか、特急列車で運用される気動車が配置される。また、函館支社の車掌・運転士が所属している。当初は函館機関庫として発足したが、後に函館運転所に改称し現在に至る。

### 青函派出所（←青函運転区）
このほか、2016年（平成28年）3月26日まで五稜郭駅に隣接する青函派出所（せいかんはしゅつじょ）が存在した。青函派出所は1988年（昭和63年）の津軽海峡線開業に伴い青函運転区として発足したが、2002年（平成14年）に函館運輸所に統合され、同所の青函派出所となった。その後、2016年3月4日をもって青函派出所は廃止され、設備・業務を隣接する日本貨物鉄道（JR貨物）五稜郭機関区に移管している。
2015年度まではJR北海道所属のED79形電気機関車8両も配置されていたほか、五稜郭機関区に所属するED79形50番台・EH800形の留置・仕業検査・交番検査・台車検査を受託していた。また函館地区で折り返すEH500形電気機関車の留置も行われていた。なお、統合前の所属略号は「青函」（＝青函運転区）だった。

## 所属車両
2024年（令和6年）4月1日現在の所属車両は以下のとおり。なお、所属車両の略号は旅客車両が「函ハコ」（函館支社＝函+函館＝ハコ）、機関車が「函」。車両はすべて本所に所属している。
| 電車 | 気動車 | 機関車 | 合計  |
| ---- | ------ | ------ | ----- |
| 12両 | 100両  | 3両    | 115両 |

### 電車
- 733系電車（12両）
  - 1000番台の3両編成4本（B-1001 - 1004）計12両が配置されている。
  - 北海道新幹線開業に伴い2016年（平成28年）3月26日から「はこだてライナー」として運転されている。

### 気動車
- キハ261系気動車（80両）
  - 函館方先頭車を含むユニット[注釈 2]2両編成11本(ST-1107 - 1115・1124・1125)、札幌方先頭車を含むユニット[注釈 3]2両編成11本(ST-1207 - 1215・1224・1225)、増結車（キハ260形1300番台）27両(1309 - 1335)、増結車（キハ260形1400番台）9両(1401 - 1409)の計80両が配置されている。
  - 特急「北斗」で運用される。
  - 2018年にST-1106・ST-1206編成が札幌運転所へ転出する一方、1400番台を含め19両が増備されている[3]。

- キハ150形気動車（12両）
  - 0番台の12両(1 - 7・11 - 15)が配置され、函館本線の普通列車（ワンマン）で使用される。
  - 2023年度に7両(1 - 4・6・7・13)[4]、2024年度に5両(5・11・12・14・15)の2回に分けて旭川運転所より転入した[1]。

### ディーゼル機関車
- DE10形ディーゼル機関車（3両）
  - 1500番台の3両(1737 - 1739)が配置されている。
  - 現在所属する3両は1661号機（2017年釧路へ転属）とともに青函トンネル救援用として津軽今別駅や木古内駅に待機していたが、北海道新幹線開業後は運輸所内での入れ替え作業や、キハ261系・733系の苗穂工場入出場回送時の牽引車として用いられている[5]。
  - また、3両ともキハ261系・733系といった密着連結器装備車と連結する際の利便性向上のため、2017年から2018年にかけ双頭（両用）連結器を装備する改造が行われている[5]。
  - かつて配置され、2015年度に釧路運輸車両所と旭川運転所に転属した4両のうち2両(1690・1692)は黒色塗装で、「SL函館大沼号」の補機としても使用されていた。

### 過去の配置車両

#### 電車
- 785系電車
  - 300番台のNE-303編成（2両編成1本）が所属していた。
  - 札幌運転所で保留車となっていたNE-105編成を、2010年4月19日付で苗穂工場にて改造のうえ、同年4月24日付で転属させたもので、特急「スーパー白鳥」の増結ユニットとして使用されていた。「スーパー白鳥」廃止後の2016年3月31日付で除籍[6]。五稜郭機関区にて解体された。

- 789系電車
  - 0番台の合計40両（HE-100編成の3両編成6本(101 - 106)、HE-200編成の3両編成6本(201 - 206)、HE-300編成[注釈 4]の2両編成2本(HE-301・302)）が配置されていた。
  - 2002年（平成14年）12月1日に特急「スーパー白鳥」として営業運転を開始した[7]。
  - 2016年3月21日に「スーパー白鳥」の運用が終了した後、HE-100編成とHE-200編成は2016年6月から2017年4月にかけて札幌運転所へ転出し、特急「ライラック」用として転用された[8]。HE-300編成は苗穂工場に輸送された後、転用されずに2024年12月13日付で廃車となり[1]、配置がなくなった。

#### 気動車
- キハ183系気動車
  - 2018年4月時点でキハ183形3両(8563 - 8565)、キハ182形5両(7551・7552・7554・7556・7560)の計8両が配置されていた[8]。
  - 主に特急「北斗」で使用されたが、2018年3月の特急「北斗」定期運用の終了に伴い、順次特急「「オホーツク」「大雪」向けに苗穂運転所へ転出し、2019年3月16日付で配置が無くなった[3]。

- キハ281系気動車
  - 2023年4月時点でキハ281形6両(1 - 3・5・6・901)、キハ280形6両(1 - 3・105・106・110)、キロ280形3両(2 - 4)の計15両が配置されていた。
  - 特急「北斗」で運用されていたが、2022年9月30日に定期運用を終了、同年10月23日には臨時運用も終了した。
  - 27両が配置されていたものの、2022年7月29日付でキハ281形1両(4)とキハ280形3両(4・104・107)、同年9月7日付でキハ281形1両(902)とキロ280形1両(1)、同年10月5日付でキハ280形3両(101・108・901)、同年11月18日付でキハ280形3両(102・103・106)が廃車された[9]。そのあと、2023年5月までに残りの車両も全て廃車となり[4]、形式消滅した。

- キハ40形気動車
  - 函館本線の普通列車（ワンマン）で運用されていた。
  - 2020年度は、2020年5月に700番台の1両(825)が苗穂運転所より、翌2021年3月に1700番台の5両(1704・1705・1762・1767・1771)が苫小牧運転所より転入した[10]。
  - 2021年度は、2021年4月に700番台の2両(825・837)、同年9月に700番台の2両(734・837)、翌2022年3月に700番台の1両(802)が廃車された[11]。
  - 2023年度は、2024年3月20日付で1700番台の4両(1714・1736・1755・1778)が旭川運転所より転入した[4]。
  - 2024年度は、2024年5月24日付で1700番台の7両(1704・1762・1771・1792・1804・1811・1813)が廃車（いずれも同年5月30日・31日付で株式会社ウエストコーポレーションに譲渡）、2025年3月21日付で1700番台の1両(1809)が苫小牧運転所に転出、同年3月24日付で3両(1705・1714・1800)が廃車された[1]。
  - 残りの1700番台8両(1736・1755・1767・1778・1801・1803・1805・1806)は2025年4月と5月の2回に分けて実施された、釧路駅までの廃車回送を兼ねた臨時団体列車をもって運用を終了した。
  - なおJR籍ではないが、江差線の道南いさりび鉄道への転換に伴い、2015年度に同鉄道へ機関換装・特別保全工事施工済みの1700番台車9両(1793・1796・1798・1799・1807・1810・1812・1814・1815)が譲渡され[6]、同所を拠点に運用されている。

#### 電気機関車
- ED79形電気機関車
  - 2015年4月1日時点で0番台の8両(4・7・9・12・13・14・18・20)が配置されていた[12]。
  - ED76 551の廃車後はJR北海道が所有する唯一の電気機関車となり、このうち6両(4・7・12・13・14・20)は延命工事施工済みであった。寝台特急「北斗星」、「カシオペア」、「トワイライトエクスプレス」、急行「はまなす」で使用されていた。
  - 2016年4月にすべて廃車された[6]。

#### ディーゼル機関車
- DD51形ディーゼル機関車
  - 2015年4月1日時点で500番台の10両(1093・1095・1100・1102・1137・1138・1140・1141・1143・1148)が配置されていた[12]。いずれも北斗星色で、全重連形。
  - 寝台特急「北斗星」、「カシオペア」、「トワイライトエクスプレス」、急行「はまなす」で運用されていた。
  - 札幌運転所および苗穂工場にて、間合い業務として列車増結時の入替・回送業務に使用される場合もあった。また、五稜郭 - 苗穂工場間でED79形電気機関車と789系電車における検査入出場時の回送業務にも充当された。ただし、これらは運用の都合上、五稜郭機関区の所属機が充当される場合もあった。
  - 2015年11月30日に1両(1137)[6]、2016年3月31日に4両(1093・1095・1102・1141)[6]、2016年4月30日に5両(1100・1138・1140・1143・1148)[13]がいずれも廃車となり、配置がなくなった。

#### 客車
- 50系客車
  - 2015年4月1日時点でオハ50形1両(5003)、オハフ50形1両(5007)、オハフ51形2両(5003・5004)の計4両が配置されていた。ただしオハ50 5003は保留車であった。
  - 保留車以外のの3両は救援車として使用されていたが、2016年3月26日の北海道新幹線開通に伴い、同年度内に4両とも廃車となった。
  - 2016年5月22日現在、オハフ51 5003・5004は函館運輸所に、オハフ50 5007は五稜郭車両所にオハ50 5003とともに留置されている事が確認されている。

#### 貨車
- ホキ800形貨車
  - バラスト輸送用ホッパ車として14両が配置されていた。

- チ1000形貨車
  - 入換用として、1両（チ1015）が配置されていたが、老朽化および上述のDE10形の改造に伴い、2018年3月31日付で廃車された[8][5]。

- ワキ5000形貨車
  - 救援車代用として、1両（ワキ5233）が配置されていたが、2018年6月30日付で廃車された[3]。

## 沿革

### 本所
- 1902年（明治35年）12月10日 - 北海道鉄道 (初代)が函館駅（初代）に機関庫設置[注釈 5][14]。
- 1904年（明治37年）7月1日 - 函館駅（2代目）が開業し、函館駅（初代）は亀田駅に改称。
- 1906年（明治39年）3月1日 - 亀田機関庫を函館機関庫に改称。
- 1907年（明治40年）7月1日 - 国有化。
- 1908年（明治41年）6月27日 - 函館機関庫（旧・亀田機関庫）焼失。
- 1913年（大正2年）6月2日 - 函館機関庫設置（北海道鉄道管理局の事務上制定）。
- 1915年（大正4年）11月10日 - 函館機関庫を旧・亀田駅付近から函館市若松町へ移転。
- 1929年（昭和4年）10月15日 - 函館機関庫を函館市海岸町へ移転。
- 1950年（昭和25年）2月10日 - 函館客車区設置。
- 1968年（昭和43年）12月12日 - 函館機関区と函館客車区が統合され、函館運転所が発足。
- 1986年（昭和61年）11月1日 - 五稜郭貨車区を函館運転所に統合。
- 1987年（昭和62年）4月1日 - 国鉄分割民営化によりJR北海道が継承、函館支社函館運転所となる。
- 1990年（平成2年）3月12日 - 函館車掌区が函館車掌所に改称。
- 1993年（平成5年）3月18日 - 長万部運転所を函館運転所に統合。
- 2002年（平成14年）7月1日 - 函館車掌所・函館運転所（気動車・客車部門、DC・DL運転士）・青函運転所（EC・EL運転士）が統合され、函館運輸所発足[注釈 6][14]。

### 青函派出所
- 1987年（昭和62年）5月12日 - 津軽海峡線開業準備のため五稜郭準備運転区として発足。それ以前に配置されていた機関車は、暫定的に函館運転所所属とされていたが、発足に伴いすべて当区所属となった。
- 1988年（昭和63年）3月13日 - 青函運転区に改称（EC・EL運転士を配置）。
- 1990年（平成2年）3月12日 - 青函運転所に改称。
- 2002年（平成14年）7月1日 - 函館運輸所 青函派出所に改称。運転士は函館運輸所へ移管[注釈 6][14]。
- 2005年（平成17年） - 貨物列車の牽引から撤退[注釈 7]。
- 2016年（平成28年）3月26日 - 同日のダイヤ改正により廃止。設備・業務をJR貨物五稜郭機関区へ移管[2]。